# 四角号码
四角號碼，漢語詞典常用檢字方法之一，也常見於圖書館編製館藏索書號中作者號的方式之一；四角號碼檢字法把筆劃分為十類，用最多五個數字來對漢字排序。
四角號碼檢字法由王雲五發明，高夢旦則是「附角」發明者，他並在1925年5月著《號碼檢字法》由商務印書館出版。1926年9月，《四角號碼檢字法》單行本出版，有蔡元培、胡適等為序。1933年12月，《四角號碼檢字法‧附檢字表》出版（收錄在萬有文庫第一集），加上高夢旦序。
四角號碼檢字法用數字0到9表示漢字四角的十種筆形，依序取字的左上、右上、左下、右下角的筆劃，取得四位數字，有時在最後增加一位補碼，稱為「附角」，故最多為五碼。

## 發展經過
王雲五有感於部首檢字法不便使用，比起拼音文字檢字困難得多，用國音檢字又有同音字多的麻煩，於是從1924年起，著手研究一套簡捷的漢字檢字法。
他受到電報碼啟發，思考如何把漢字轉成數字。最初把漢字筆畫分為五類，計算每類筆畫數，用一個數字代表，若多於9畫亦作9，如此每字得出五個數字，稱為「號碼檢字法」。但因為計算費時，又可能出錯，於是嘗試用1至9代表九種筆畫，以四角筆畫轉為數字，又用橫畫數為第五個號碼，就是原來號碼檢字法第一個號碼。這就是最初的「四角號碼檢字法」。後來再經過很多次嘗試改良，發表「第二次改訂四角號碼檢字法」，改為用0至9十種筆畫，改變筆畫種類，用附角號碼取代橫畫數。後來又有細微修改，但四角號碼檢字法已大致完成。董桥《点亮案头一盏明灯》谈到：“我十一二岁学会他的‘四角号码查字法’，背熟了那首《对照歌》：‘一横二垂三点捺，点下有横变零头；叉四插五方块六，七角八八小是九’，省却部首查字的苦事。”

## 四角號碼檢字法歌謠
胡適曾作歌訣贈王雲五，幫助用者記憶四角號碼與筆畫關係，名為《筆畫號碼歌》：
一橫二垂三點捺，
點下帶橫變零頭；
叉四插五方塊六，
七角八八小是九。
共產黨執政後，胡適受到批判，於是商務印書館編《四角號碼新詞典》時，黃維榮修改成以下版本：
横一垂二三点捺，
叉四插五方框六；
七角八八九是小，
点下有横变零头。

## 取碼規則
十類筆形編號列表如下：
| 號碼 | 名稱 | 筆形                                                             | 例子                        |
| ---- | ---- | ---------------------------------------------------------------- | --------------------------- |
| 0    | 頭   | 亠（獨立的點橫組合，橫筆帶折鉤者不算。）                         | 言 00601                    |
| 1    | 橫   | 一乚（橫、挑、右鉤）                                             | 兀 10210                    |
| 2    | 垂   | 丨丿亅（直、撇、左鉤）                                           | 行 21221                    |
| 3    | 點   | 丶（點、捺）                                                     | 勺 27320                    |
| 4    | 叉   | 十乂（兩筆相交叉）                                               | 教 48440                    |
| 5    | 插   | 扌（一筆插入兩筆以上，被插的笔画不算）                           | 找 53050                    |
| 6    | 方   | 口（四邊齊整，筆端不外伸。）                                     | 召 17602                    |
| 7    | 角   | ﹁「」﹂（橫與垂相接處，但其兩端不作角。）                           | 凸 77777                    |
| 8    | 八   | 八丷人（兩筆成八形，且不與他筆交叉。）                           | 坐 88104, 六 0080, 兑 80216 |
| 9    | 小   | 小忄⺌（兩筆中隔一筆成小形。中間有兩筆，或有一旁有兩筆不作小。） | 悄 99027                    |

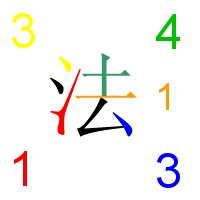
「法」字的號碼：3413_{1}（旧方案，对应新方案号码为3413_{2}）。

0和4至9是由數筆組成的複筆。取筆時應以複筆優先。
- 每字按序取左上角、右上角、左下角、右下角四筆。
- 字的上部或下部只有一筆或一複筆，則取作左角，右角作0。每筆用過後再充他角，也作0。
- 按楷書字體取碼。
- 取角要注意的地方：
  - 獨立或平行的筆，以最左或最右為角，不以高低選取。 (例：心為33000)
  - 最左或最右的筆，如上方有其他筆蓋著，取蓋在上方的筆為上角；如下方有其他筆承著，取承在下方的筆為下角。
  - 有兩複筆可取時，上角取較高的複筆，下角取較低的複筆。
  - 斜撇下為其他筆承著，取承在下方的筆為下角。
  - 左上的撇作左角，右角取右筆。
- 由整個「囗」「門」「鬥」組成的字（不包括这三个字自身），下方取內部的筆，但「囗」「門」「鬥」上下左右有其他筆時除外。（後來又包括「行」。）
- 取右下角上方最貼近又露鋒芒者為附角，如該筆已用過，附角作0。
- 四角號碼及附角都相同的字，按照由1代表的筆畫（即橫、挑、右鉤）的總數從少到多排序。

《四角號碼新詞典》中，對上述規則有更動：
- 原先“大”字左下右下角编号为43（在字的下部）或03（不在字的下部），现改为80；“水”下角原为23，现改为90，含有“大”、“水”部件的字也是如此。
- 外面是“行”的，按照常规一律取21221；「囗」「門」「鬥」自身这三个字下角也取字内部的笔画。
- 按缺角的位置作0来记，如“气”原为80107，现改为80017。
- 左边起笔的撇直接取撇笔，如“辟”原为70641，现改为70241。
- 附角取消“露锋芒”的条件，如“隹”附角原为4（参照横笔），现改为5（参照竖笔）。
- 按宋体字取码。

## 寫法
橫寫時，以阿拉伯數字表示，附角略低，如：
01234
豎寫時，以中文小寫數字表示，附角靠右對齊，如：

五
六
七
八
九

## 參閲
- 縱橫輸入法：改良四角號碼的輸入法
- 三角編號法：源自四角號碼的編碼方法
- 行列輸入法：另一個以數字為漢字編碼檢字的方法。
- 中國字庋㩪法：和四角號碼同是漢字檢字法，有借用四角號碼概念。
- 五声音阶，宫商角徵羽。

## 外部連結
- 在「萬維蛛網」"中英字典" 中 如何以 "最簡單" 的方法「搜尋」漢字 ？（页面存档备份，存于） （繁體中文）
- 四角號碼輸入法
- VimIM 四角號碼輸入法
- Android 四角號碼輸入法（页面存档备份，存于）
- 四角號碼（页面存档备份，存于），Android手機版工具